# Antonio de Herrera y Tordesillas

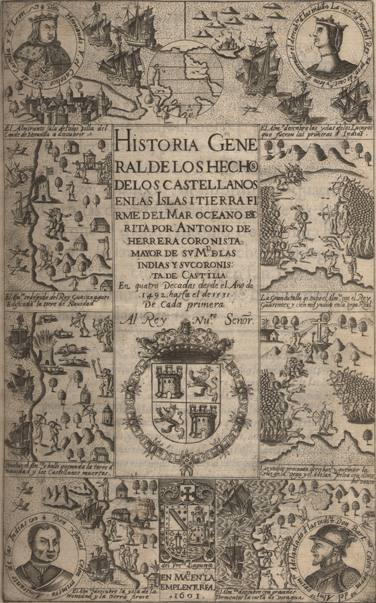
Frontespício da edição princeps da Historia General de Herrera.

Antonio de Herrera y Tordesillas (Cuéllar, Segóvia, 1549 – Madrid, 28 de Março de 1626), conhecido na historiografia portuguesa por António de Herrera, foi um biógrafo, cronista e historiador espanhol, autor da monumental Historia General de los Hechos de los Castellanos en las Islas y Tierra Firme del Mar Océano, obra que foi objecto de dezenas de edições e traduções e que, depois de muito revista e aumentada, se manteve até finais do século XIX como uma das fontes principais da história da conquista castelhana das Américas.

## Biografia
Antonio de Herrera nasceu em Cuéllar, Segóvia, no ano de 1559, filho de Rodrigo de Tordesillas e de sua mulher Inés de Herrera, ambos de famílias ligadas à aristocracia local. Era bisneto paterno de um dos capitães mortos pelos comuneros em Sevilha.
Depois de ter estudado na sua terra natal e em Segóvia, partiu para Itália onde estudou os clássicos e onde se tornou secretário de Vespasiano Gonzaga, um irmão do duque de Mântua, a quem acompanhou de regresso a Espanha quando este foi nomeado vice-rei de Navarra e Valência.
Vespasiano Gonzaga, impressionado com as qualidades intelectuais e com o saber histórico do seu secretário, recomendou-o a Filipe II de Espanha, que o nomeou em 1596 para o cargo de Cronista general de Castilla e Indias, passando assim a ser o cronista mor das Índias de Castela, isto é das colónias americanas de Castela, e um dos mais prestigiados historiadores de Espanha.
Gozando de um bom salário, Herrera manteve-se naquele cargo durante o resto da sua vida, devotando-se à literatura histórica durante o resto do reinado de Filipe II, e ainda durante os reinos dos seus sucessores, Filipe III e Filipe IV. Pouco antes da sua morte, foi nomeado por este último monarca seu Secretário de Estado.
Granjeando fama como historiador, biógrafo e conhecedor das línguas clássicas, foi considerado um erudito do seu tempo e uma das personalidades dominantes do panorama intelectual da época.
Antonio de Herrera y Tordesillas faleceu em Madrid a 27 de Março de 1625, durante o reinado de Filipe IV de Espanha. O seu corpo foi trasladado para Cuéllar e enterrado na igreja de Santa Marina, onde o seu túmulo ainda pode ser visto.

## AHistoria General
Das obras de Herrera a mais valiosa e conhecida é a Historia General de los Hechos de los Castellanos en las Islas y Tierra Firme del Mar Océano, publicada em Madrid de 1601 a 1615, em 4 volumes. Naquela obra é compilada a história das colónias americanas de Castela no período de 1492 a 1554, correspondente ao período de conquista e formativo das respectivas instituições, que vai desde a descoberta da América até ao fim do reinado do imperador Carlos V.
A posição oficial do autor deu-lhe acesso aos documentos nos arquivos reais e a outras fontes autênticas não acessíveis a outros autores, que ele soube utilizar judiciosamente. Não teve contudo escrúpulos em plagiar largas porções do texto de diversos manuscritos anteriores, entre eles as crónicas de Bartolomé de Las Casas, de Cervantes Salazar e de Pedro Cieza de León. A Historia General é ainda uma obra indispensável para se conhecer a história das primitivas colónias e as instituições e costumes dos povos ameríndios conquistados, constituindo um documento essencial para se conhecer a história do descobrimento, conquista e colonização das Américas do Sul e Central.
Apesar de escrita sobre a forma de anais, agrupados em décadas, a obra de Herrera apresenta diversos anacronismos, alguns dos quais foram demonstrados por Manuel José Quintana e por autores posteriores. Dada a sua estrutura decadal a Historia General é por vezes referida como Décadas de Indias. Na edição princeps cada uma das oito décadas têm um frontispício distinto e está ilustrada com gravuras dos retratos dos descobridores e conquistadores mais importantes, bem como de alguns reis incas de Cuzco.
A Historia General terá levado 19 anos a ser elaborada, com a primeira parte a ser apresentada em 1598, isto é três anos antes da primeira edição impressa. A obra teve grande êxito, e durante o século XVI foi republicada várias vezes e traduzida para francês e latim (1622), inglês e alemão (1624). Uma reedição, muito aumentada saiu em 1730 e foi depois traduzida em diversas línguas. Uma tradução inglesa muito conhecida, da autoria de J. Stevens, foi publicada em Londres no ano de 1740.

## Obras publicadas
Para além de manuscritos inéditos guardados nos arquivos espanhóis, Herrera é autor das seguintes obras:
- Historia General de los Hechos de los Castellanos en las Islas y Tierra Firme del Mar Océano, (Madrid, 1601-1615, em 8 volumes)
- Historia de lo sucedido en Escocia a Inglaterra en cuarenta y cuatro años que vivió la reina Maria Estuarda (Madrid, 1589)
- Cinco libros de la historia de Portugal, y conquista de las islas de los Azores, 1582-1583 (Madrid, 1591)
- Historia de lo sucedido en Francia, 1585-1594 (Madrid, 1598)
- Historia general del mundo del tiempo del rey Felipe II, desde 1559 hasta su muerte (Madrid, 1601-1612, 3 volumes.)
- Tratado, relación, y discurso histórico de los movimientos de Aragón (Madrid, 1612)
- Comentarios de los hechos de los Españoles, Franceses, y Venecianos en Italia, etc., 1281-1559 (Madrid, 1624).

Para mais informação sobre a obra de Herrera, veja-se a obra de William Hickling Prescott, History of the Conquest of Mexico, vol. II.